# Pyrocypris rivilli
Pyrocypris rivilli is een mosselkreeftjessoort.